# 広島県立向原高等学校
広島県立向原高等学校（ひろしまけんりつむかいはらこうとうがっこう）は、広島県安芸高田市向原町に所在する公立の高等学校。

## 設置学科
- 普通科

## 沿革
- 1919年　高田郡坂、長田、戸島の3か村組合立技芸女学校として開校
- 1923年　高田郡坂村他2か村学校組合立高等女学校に改組
- 1929年　高田郡坂、長田、戸島の3村が合併し、向原村立となる
- 1937年　向原町制施行により向原町立となる
- 1948年　高田郡南部9か町村学校組合による組合立広島県向原高等学校となる（11月広島県に移管）
- 1968年　広島県立向原高等学校と改名

## アクセス
- JR西日本芸備線の向原駅から徒歩で約5分

芸備線沿線（広島市外）にある高等学校の中では、最も広島駅に近い場所に位置している。向原駅は、広島市境を出て最初の駅で、広島市から通う者も多い。

## 著名な出身者
- 沖繁義 - 元中国放送→現九州朝日放送アナウンサー